# Fritz Hofmann
Fritz Hofmann (født 19. juni 1871 i Roßleben, død 14. juli 1927 i Berlin) var en tysk sportsmand, der især dyrkede gymnast og atlet. Han deltog i de første olympiske lege i 1896 i Athen. 
Hofmann vandt det såkaldte kontinentale mesterskab i 100 m løb og 440 yards løb i 1893, og han var tysk mester i 100 m løb i 1893-1894.
Ved legene i 1896 deltog Hofmann i fem atletikdiscipliner. Han deltog blandt andet i legenes allerførste konkurrence, 100 m løbet, hvor i indledende heat blev nummer to efter amerikaneren Tom Burke. Begge kvalificerede sig til finalen, hvor Burke igen var hurtigst og vandt med et forspring på omkring to meter til Hofmann, der blev toer, mens Alajos Szokoly fra Ungarn blev nummer tre. Hofmann deltog også i 400 meter-løbet, hvor han blev nummer fire, og i højdespring, hvor han blev sidst af de fem deltagere med et spring på 1,55 meter. Endvidere deltog han i trespring og kuglestød, hvor han ikke opnåede placeringer blandt de bedste.
Han deltog desuden i gymnastik, hvor han stillede op i rebklatring. Her var han den, der nåede længst op ad det 14 meter lange reb, blandt dem, der ikke nåede toppen. De to grækere, Nikolaos Andriakopoulos og Thomas Xenakis kom hele vejen, og Andriakopoulos vandt så konkurrencen, da han var hurtigst til at nå toppen, mens Xenakis blev toer, og Hofman blev treer efter at have nået en højde af 12,5 meter. Hoffmann var derudover holdkaptajn på de tyske hold, der vandt holdkonkurrencerne i barre og reck.
Hofmann blev sammen med de fleste af de øvrige tyske gymnaster udelukket fra konkurrencer, da de kom hjem, idet det tyske gymnastikforbund ikke tillod gymnaster at deltage i konkurrencer, der fremmede internationalisme.
Han deltog igen i OL 1900 og 1904 samt i de olympiske mellemlege 1906 som holdleder for tyskerne, og ved mellemlegene stillede han desuden op i 100 m løbet, dog uden succes.
Hofmann var indehaver af en forretning, der solgte sportsartikler, i Berlin. Han var også involveret i et "sportsbad" og et tidsskrift om sport. Desuden sad han i det kejserlige tyske udvalg for OL mellem 1904 og 1927 (forløberen for den tyske olympiske komité).

## Personlige rekorder
- 100 meter: 11,1 s (1893)
- 400 meter: 52,3 s (1893)
- Højdespring: 1,75 m (1892)